# Fussballclub Sankt Gallen 1879 2006-2007
Questa voce raccoglie le informazioni riguardanti il Fussballclub Sankt Gallen 1879 nelle competizioni ufficiali della stagione 2006-2007.

## Stagione
Nella stagione 2006-2007 il San Gallo, allenato da Rolf Fringer, concluse il campionato di Super League al 5º posto. In Coppa Svizzera il San Gallo fu eliminato ai quarti di finale dal Zurigo.

## Rosa
| N. |                      | Ruolo | Calciatore              |
| -- | -------------------- | ----- | ----------------------- |
| 1  | Italia (bandiera)    | P     | Stefano Razzetti        |
| 2  | Argentina (bandiera) | C     | Jesús José David Méndez |
| 4  | Svizzera (bandiera)  | D     | Fabio Zancanaro         |
| 5  | Svizzera (bandiera)  | D     | Mijat Marić             |
| 6  | Argentina (bandiera) | D     | Juan Pablo Garat        |
| 7  | Svizzera (bandiera)  | D     | Pascal Cerrone          |
| 8  | Argentina (bandiera) | C     | Marcos Gelabert         |
| 9  | Argentina (bandiera) | A     | Francisco Aguirre       |
| 10 | Albania (bandiera)   | C     | Jürgen Gjasula          |
| 11 | Ghana (bandiera)     | A     | Alex Tachie-Mensah      |
| 12 | Svizzera (bandiera)  | C     | David Marazzi           |
| 13 | Svizzera (bandiera)  | D     | Michael Lang            |

| N. |                      | Ruolo | Calciatore         |
| -- | -------------------- | ----- | ------------------ |
| 13 | Svizzera (bandiera)  | C     | Davide Callà       |
| 14 | Svizzera (bandiera)  | C     | Samir Kozarac      |
| 15 | Svizzera (bandiera)  | C     | Philipp Muntwiler  |
| 16 | Svizzera (bandiera)  | C     | Francesco Di Jorio |
| 17 | Svizzera (bandiera)  | D     | Marc Zellweger     |
| 18 | Svizzera (bandiera)  | P     | Daniel Lopar       |
| 19 | Rep. Ceca (bandiera) | D     | Jiří Koubský       |
| 21 | Svizzera (bandiera)  | A     | Miloš Malenović    |
| 22 | Camerun (bandiera)   | C     | Guy Feutchine      |
| 25 | Svizzera (bandiera)  | A     | Murat Ural         |
| 26 | Italia (bandiera)    | C     | Diego Ciccone      |
|    | Svizzera (bandiera)  | A     | Moreno Costanzo    |

## Organigramma societario
Area tecnica
- Allenatore: Rolf Fringer
- Allenatore in seconda: Giorgio Contini, Werner Zünd
- Preparatore dei portieri:
- Preparatori atletici:

## Calciomercato

### Sessione estiva
| Acquisti | Acquisti                | Acquisti         | Acquisti |
| R.       | Nome                    | da               | Modalità |
| -------- | ----------------------- | ---------------- | -------- |
| A        | Francisco Aguirre       | Al-Arabi         |          |
| C        | Francesco Di Jorio      | Zurigo           |          |
| C        | Guy Feutchine           | PAOK             |          |
| C        | Marcos Gelabert         | Estudiantes (LP) |          |
| C        | Samir Kozarac           | Winterthur       |          |
| P        | Daniel Lopar            | Thun             |          |
| A        | Miloš Malenović         | Wohlen           |          |
| C        | Sandro Marini           | Kriens           |          |
| C        | Jesús José David Méndez | Olimpo           |          |
| A        | Murat Ural              | Grasshoppers II  |          |

| Cessioni | Cessioni                | Cessioni        | Cessioni |
| R.       | Nome                    | a               | Modalità |
| -------- | ----------------------- | --------------- | -------- |
| A        | Moreno Costanzo         | Wil             |          |
| C        | Jesús José David Méndez | River Plate     |          |
| A        | Kwabena Agouda          | Winterthur      |          |
| C        | Fabinho                 | Sciaffusa       |          |
| A        | Éric Hassli             | Valenciennes    |          |
| A        | Goran Ljubojević        | Dinamo Zagabria |          |
| C        | Bruno Sutter            | Vaduz           |          |
| D        | Frank Wiblishauser      | Coblenza        |          |
| P        | Gabriel Wüthrich        | Vaduz           |          |

### Sessione invernale
| Acquisti | Acquisti        | Acquisti | Acquisti |
| R.       | Nome            | da       | Modalità |
| -------- | --------------- | -------- | -------- |
| A        | Moreno Costanzo | Wil      |          |

| Cessioni | Cessioni           | Cessioni  | Cessioni |
| R.       | Nome               | a         | Modalità |
| -------- | ------------------ | --------- | -------- |
| D        | Philippe Montandon | Sciaffusa |          |
| C        | Sandro Marini      | Vaduz     |          |

## Risultati

### Super League

#### Prima fase, girone di andata
| Arbitro: | Salm |

|                 |           |            |
| Neri 66’ (rig.) | Marcatori | 8’ Aguirre |

| San Gallo 25 luglio 2006, ore 19:45 CEST 2ª giornata | San Gallo | 0 – 0 referto | Grasshoppers | Stadio Espenmoos (9 500 spett.)\| Arbitro: \| Circhetta \| |
| Arbitro:                                             | Circhetta |               |              |                                                            |

| Arbitro: | Petignat |

|                      |           |                      |
| Aguirre 9’, 44’, 52’ | Marcatori | 47’ Petrić 86’ Ergić |

| Arbitro: | Busacca |

|                                                |           |  |
| Carlitos 47’ Kuljić 57’ (rig.), 75’ Diallo 84’ | Marcatori |  |

| Arbitro: | Bertolini |

|                                    |           |              |
| Tachie-Mensah 35’, 46’ Koubský 45’ | Marcatori | 62’ Alphonse |

| Arbitro: | Zimmermann |

|  |           |                       |
|  | Marcatori | 2’, 45’ Tachie-Mensah |

| Arbitro: | Laperrière |

|                   |           |  |
| Tachie-Mensah 84’ | Marcatori |  |

| Arbitro: | Grossen |

|                                     |           |  |
| Achiou 14’ Antić 47’, 54’ Burki 94’ | Marcatori |  |

| Arbitro: | Rogalla |

|                                      |           |             |
| Tachie-Mensah 38’ Aguirre 85’ (rig.) | Marcatori | 44’ Häberli |

#### Prima fase, girone di ritorno
| Arbitro: | Salm |

|                                    |           |            |
| Tachie-Mensah 35’ Aguirre 37’, 71’ | Marcatori | 51’ Bochud |

| Arbitro: | Laperrière |

|                                           |           |             |
| Eduardo 2’ Renggli 6’ Ristić 10’ León 90’ | Marcatori | 43’ Marazzi |

| Arbitro: | Rutz |

|                       |           |                    |
| Rakitić 30’ Ergić 60’ | Marcatori | 73’ (rig.) Aguirre |

| Arbitro: | Zimmermann |

|                                                            |           |               |
| Koubský 6’ Aguirre 13’ Tachie-Mensah 64’, 82’ Gelabert 75’ | Marcatori | 10’ Regazzoni |

| Arbitro: | Drabek |

|                         |           |                   |
| Margairaz 45’ Pouga 88’ | Marcatori | 64’ Tachie-Mensah |

| Arbitro: | Rutz |

|             |           |                         |
| Aguirre 27’ | Marcatori | 35’ Hodžić 55’ Ferreira |

| Arbitro: | Wermelinger |

|  |           |                   |
|  | Marcatori | 19’ Tachie-Mensah |

| Arbitro: | Bertolini |

|           |           |  |
| Marić 81’ | Marcatori |  |

| Arbitro: | Petignat |

|                                             |           |  |
| Yakın 10’ (rig.) Häberli 14’ Chiumiento 33’ | Marcatori |  |

#### Seconda fase, girone di andata
| Arbitro: | Circhetta |

|             |           |  |
| Ciccone 90’ | Marcatori |  |

| Arbitro: | Bertolini |

|  |           |                                |
|  | Marcatori | 83’ (aut.) Vailati 90’ Aguirre |

| Arbitro: | Wildhaber |

|  |           |             |
|  | Marcatori | 84’ Aguirre |

| San Gallo 3 marzo 2007, ore 17:45 CET 22ª giornata | San Gallo | 0 – 0 referto | Lucerna | Stadio Espenmoos (11 300 spett.)\| Arbitro: \| Kever \| |
| Arbitro:                                           | Kever     |               |         |                                                         |

| Arbitro: | Petignat |

|                                    |           |             |
| Hämmerli 45’ Ferreira 84’ Rama 90’ | Marcatori | 69’ Aguirre |

| Arbitro: | Grossen |

|             |           |            |
| Aguirre 51’ | Marcatori | 46’ Varela |

| Zurigo 1º aprile 2007, ore 16:00 CEST 25ª giornata | Zurigo  | 0 – 0 referto | San Gallo | Hardturm (11 900 spett.)\| Arbitro: \| Busacca \| |
| Arbitro:                                           | Busacca |               |           |                                                   |

| San Gallo 7 aprile 2007, ore 17:45 CEST 26ª giornata | San Gallo | 0 – 0 referto | Grasshoppers | Stadio Espenmoos (11 300 spett.)\| Arbitro: \| Gangl \| |
| Arbitro:                                             | Gangl     |               |              |                                                         |

| Arbitro: | Rogalla |

|                                   |           |                                    |
| Caicedo 8’ Ergić 36’ Derdiyok 68’ | Marcatori | 34’ Marazzi 52’, 53’ Tachie-Mensah |

#### Seconda fase, girone di ritorno
| San Gallo 17 aprile 2007, ore 20:45 CEST 28ª giornata | San Gallo | 0 – 0 referto | Basilea | Stadio Espenmoos (11 300 spett.)\| Arbitro: \| Bertolini \| |
| Arbitro:                                              | Bertolini |               |         |                                                             |

| Arbitro: | Grossen |

|            |           |           |
| Aílton 22’ | Marcatori | 72’ Garat |

| Arbitro: | Zimmermann |

|                         |           |                         |
| Aguirre 20’ Marazzi 53’ | Marcatori | 43’ Raffael 71’ Staubli |

| Arbitro: | Circhetta |

|               |           |           |
| Yapi Yapo 38’ | Marcatori | 84’ Garat |

| Arbitro: | Rogalla |

|                         |           |  |
| Zellweger 50’ Marić 70’ | Marcatori |  |

| Arbitro: | Laperrière |

|                 |           |               |
| Lustrinelli 14’ | Marcatori | 55’ Feutchine |

| Arbitro: | Wermelinger |

|             |           |           |
| Aguirre 43’ | Marcatori | 33’ Diogo |

| Arbitro: | Grossen |

|  |           |                                       |
|  | Marcatori | 2’ Saborío 14’ Obradović 61’ Carlitos |

| Arbitro: | Rogalla |

|             |           |                   |
| Rogério 17’ | Marcatori | 65’ Tachie-Mensah |

### Coppa Svizzera
| 26 agosto 2006, ore 17:30 CEST Primo turno | Einsiedeln | 0 – 14 | San Gallo |  |

| 30 settembre 2006, ore 19:00 CEST Secondo turno | Nordstern | 0 – 4 | San Gallo |  |

| 12 novembre 2006, ore 14:30 CET Ottavi di finale | Delémont | 1 – 3 | San Gallo |  |

| 14 marzo 2007, ore 20:15 CET Quarti di finale | Zurigo | 1 – 0 | San Gallo |  |

## Statistiche

### Statistiche di squadra
| Competizione   | Punti | In casa | In casa | In casa | In casa | In casa | In casa | In trasferta | In trasferta | In trasferta | In trasferta | In trasferta | In trasferta | Totale | Totale | Totale | Totale | Totale | Totale | DR  |
| Competizione   | Punti | G       | V       | N       | P       | Gf      | Gs      | G            | V            | N            | P            | Gf           | Gs           | G      | V      | N      | P      | Gf     | Gs     | DR  |
| -------------- | ----- | ------- | ------- | ------- | ------- | ------- | ------- | ------------ | ------------ | ------------ | ------------ | ------------ | ------------ | ------ | ------ | ------ | ------ | ------ | ------ | --- |
| Super League   | 53    | 18      | 9       | 7       | 2       | 26      | 15      | 18           | 4            | 7            | 7            | 18           | 30           | 36     | 13     | 14     | 9      | 44     | 45     | -1  |
| Coppa Svizzera | -     | 0       | 0       | 0       | 0       | 0       | 0       | 4            | 3            | 0            | 1            | 21           | 2            | 4      | 3      | 0      | 1      | 21     | 2      | +19 |
| Totale         | 53    | 18      | 9       | 7       | 2       | 26      | 15      | 22           | 7            | 7            | 8            | 39           | 32           | 40     | 16     | 14     | 10     | 65     | 47     | +18 |

### Andamento in campionato
| Giornata  | 1 | 2 | 3 | 4 | 5 | 6 | 7 | 8 | 9 | 10 | 11 | 12 | 13 | 14 | 15 | 16 | 17 | 18 | 19 | 20 | 21 | 22 | 23 | 24 | 25 | 26 | 27 | 28 | 29 | 30 | 31 | 32 | 33 | 34 | 35 | 36 |
| --------- | - | - | - | - | - | - | - | - | - | -- | -- | -- | -- | -- | -- | -- | -- | -- | -- | -- | -- | -- | -- | -- | -- | -- | -- | -- | -- | -- | -- | -- | -- | -- | -- | -- |
| Luogo     | T | C | C | T | C | T | C | T | C | C  | T  | T  | C  | T  | C  | T  | C  | T  | C  | T  | T  | C  | T  | C  | T  | C  | T  | C  | T  | C  | T  | C  | T  | C  | C  | T  |
| Risultato | N | N | V | P | V | V | V | P | V | V  | P  | P  | V  | P  | P  | V  | V  | P  | V  | V  | V  | N  | P  | N  | N  | N  | N  | N  | N  | N  | N  | V  | N  | N  | P  | N  |
| Posizione | 2 | 4 | 4 | 6 | 5 | 4 | 4 | 4 | 3 | 1  | 3  | 4  | 2  | 4  | 4  | 4  | 3  | 3  | 2  | 2  | 2  | 2  | 2  | 3  | 3  | 4  | 4  | 4  | 4  | 4  | 5  | 4  | 5  | 5  | 5  | 5  |

Legenda:

Luogo: C = Casa; T = Trasferta. Risultato: V = Vittoria; N = Pareggio; P = Sconfitta.

### Statistiche dei giocatori
| F. Aguirre       | 35 | 16 | 2  | 0 |
| D. Callà         | 1  | 0  | 0  | 0 |
| P. Cerrone       | 32 | 0  | 9  | 0 |
| D. Ciccone       | 13 | 1  | 1  | 0 |
| M. Costanzo      | 1  | 0  | 0  | 0 |
| F. Di Jorio      | 33 | 0  | 6  | 0 |
| G. Feutchine     | 25 | 1  | 3  | 1 |
| J. Garat         | 18 | 2  | 6  | 0 |
| M. Gelabert      | 30 | 1  | 11 | 1 |
| J. Gjasula       | 32 | 0  | 5  | 0 |
| J. Koubský       | 33 | 2  | 8  | 0 |
| S. Kozarac       | 8  | 0  | 1  | 0 |
| M. Lang          | 1  | 0  | 0  | 0 |
| D. Lopar         | 2  | 0  | 0  | 0 |
| M. Malenović     | 15 | 0  | 0  | 0 |
| D. Marazzi       | 36 | 3  | 1  | 0 |
| S. Marini        | 2  | 0  | 0  | 0 |
| M. Marić         | 14 | 2  | 5  | 0 |
| P. Montandon     | 17 | 0  | 1  | 0 |
| P. Muntwiler     | 23 | 0  | 6  | 0 |
| J. Méndez        | 16 | 0  | 4  | 0 |
| S. Razzetti      | 34 | 0  | 1  | 0 |
| A. Tachie-Mensah | 33 | 14 | 8  | 0 |
| M. Ural          | 3  | 0  | 0  | 0 |
| F. Zancanaro     | 1  | 0  | 0  | 0 |
| M. Zellweger     | 35 | 1  | 6  | 0 |